# Frédéric Chevalme
Frédéric Chevalme est un footballeur français né le 14 janvier 1974 à Montbéliard (dans le département du Doubs). Il évolue au poste d'attaquant et joue la plus grande partie de sa carrière dans des clubs de National, la troisième division française. Il joue deux saisons en deuxième division (une avec Angers SCO et l'autre avec le FCO Charleville), faisant plus de 50 apparitions à ce niveau, pour 8 buts marqués. Il joue également deux saisons dans le championnat de La Réunion (en première division) avec la Jeunesse sportive saint-pierroise.

## Biographie

### Débuts (1974-1995)
Frédéric Chevalme est formé au SO Chambéry avant de rejoindre le FC Annecy en 1990. L'équipe haut-savoyarde évolue alors en deuxième division. Il commence sa carrière professionnelle en juillet 1993, alors que le FC Annecy vient d'être relégué en National 1 et dépose le bilan en cours de saison,.
Ayant quitté le FC Annecy en décembre, Chevalme rencontre alors des difficultés pour retrouver un club à la suite de cette mésaventure et rejoint l'Association Nouvelle Cercle Dijon Football en janvier 1994. Remplaçant la première année, Chevalme s'impose à Dijon au cours de sa deuxième saison (28 matchs et 6 buts) et le club frôle même l'accession en D2 en 1995, en finissant troisième du groupe B à un point derrière le promu,,.

### Carrière en deuxième division (1995-1997)
Chevalme est ainsi repéré par un club de deuxième division et s'engage en 1995 à Angers Sporting Club de l'Ouest. Pendant cette saison, il joue 16 matchs, marque 1 but et fait un match au Stade Vélodrome face à l'Olympique de Marseille de Tony Cascarino et Marcel Dib. Alors âgé de 21 ans, cela impressionne beaucoup le joueur et ce match reste, pour lui, un des plus beaux moments de sa carrière. Cependant, le SCO d'Angers fait une mauvaise saison, termine avant-dernier du championnat et est relégué en National.
Chevalme quant à lui continue de jouer en deuxième division puisqu'il rejoint le Football Club Olympique Charleville au mercato. Il joue cette année-là une des saisons les plus complètes de sa carrière avec 40 matchs en coupe et championnat. Il marque notamment un but qui reste dans sa mémoire, lors d'un match qui oppose l'Association sportive de Saint-Étienne à Charleville au stade Geoffroy-Guichard. Chevalme entre à la 37e minute et est l'auteur d'une frappe enroulée du gauche qui trouve la lucarne, alors que Charleville est mené, score final un but partout,. En fin de saison, le club est relégué administrativement en National, bien qu'ayant gagné son maintien sportivement,.

### Retour à l'amateurisme (1997-1999)
Pendant la saison 1997-1998 de National, Chevalme revit la situation qu'il avait vécu au FC Annecy lorsque le FCO Charleville dépose le bilan.
Chevalme  (sans club depuis octobre 1997) peine alors à nouveau à retrouver un club et rejoint en janvier 1998 le championnat de France amateur avec le Racing Besançon, avec lequel il va jouer 14 matchs et inscrit 7 buts. Il quitte le club en juillet et fait ensuite une saison complète en tant que titulaire avec le Thouars Foot 79 en National, avant de signer au Gap Hautes-Alpes Football Club qui évolue alors en division d'Honneur et vise depuis quelques années la montée en CFA 2. Entraîné par Bruno Steck, il marque 6 buts cette année-là mais Gap ne monte toujours pas et finit vice-champion à 10 point derrière l'Union Sportive de Cagnes-sur-Mer.

### Passage par la Réunion (2000-2001)
Dès la fin de saison 1999-2000, Chevalme part pour La Réunion pour y jouer dans son championnat de première division avec la Jeunesse sportive saint-pierroise. La première journée de la saison 2000 a lieu le 16 avril et pour son premier match sous ses nouvelles couleurs, Chevalme marque deux buts et participe à la victoire de son équipe trois buts à un contre la SS Jeanne d'Arc. Cependant, à l'issue de la saison, la JS saint-pierroise frôle la relégation, finissant douzième et dernier non-relégué.
L'année suivante, la JS saint-pierroise fait mieux et est vice-championne de La Réunion 2001. Chevalme a marqué trois buts en championnat (dont un à la dernière journée le 17 novembre),. Il quitte le club en décembre 2001.

### Un habitué des championnats amateurs (2002-2006)
L'attaquant revient ensuite en janvier 2002 au Gap HAFC qui s'est promu en CFA 2 un an plus tôt mais la saison des gapençais est jugée décevante malgré un début prometteur, puisqu'ils se classent finalement douzièmes de CFA 2.
Chevalme signe ensuite au Tours Football Club qui tente de se reconstruire en Championnat de France amateur (après une double relégation par la DNCG en National 2 dix ans plus tôt) et vise une remontée au haut niveau le plus rapidement possible. Chevalme est un pilier de l'équipe qui, après un début de saison hésitant, enchîne une série de 13 matches sans défaite en championnat auxquels s'ajoutent 6 tours de coupe de France. Sous les ordres d'Albert Falette, l'équipe domine le championnat pendant toute la seconde partie de la saison, jusqu'à ce que le FC Libourne-Saint-Seurin la dépasse au dernier moment, obtenant la montée en National. Mais à la suite de différentes rétrogradations administratives, Tours est le dernier club repêché en CFA et peut participer au National 2003-2004,.
En 2003, Frédéric Chevalme rejoint le Football Croix-de-Savoie 74, club fondé quelques mois plus tôt sur les bases du Football Club de Gaillard qui est monté en CFA en 2002 et s'y est maintenu lors de sa dernière année d'existence. À la fin de la saison, le club est promu en National s'adjugeant même le titre de champion de France amateur, en terminant 3e du groupe B de CFA avec 90 points, 15 victoires, 11 nuls et 8 défaites, derrière deux réserves professionnelles qui ne peuvent pas monter. Avec 28 matchs joués, et 6 buts marqués en championnat, Frédéric Chevalme (parmi les joueurs le plus utilisé et deuxième meilleur buteur) est un pilier de l'équipe entraînée par Pascal Dupraz,,. Les Savoyards réalisent également un remarquable parcours en coupe de France, en ne chutant qu'en 16e de finale face au Stade rennais, après des 32e gagnés aux tirs au but à Poissy.
En revanche les deux saisons suivantes sont plus compliquées pour les Croix de Savoie, des problèmes de gestion mettent en péril le club, menant à la démission d'une partie de l'équipe dirigeante en place et à l'arrivée sous condition du groupe Danone, une fois les dettes effacées grâce à une souscription locale. Au niveau sportif, l'équipe, dont Frédéric Chevalme est une pièce importante pendant ces trois ans, arrive tout de même à se maintenir en 2005 mais échoue l'année suivante et est reléguée en CFA, frôlant même la double relégation administrative en CFA 2.

## Palmarès
- Vice-champion de division d'Honneur de la ligue de la Méditerranée en 2000 avec le Gap Hautes-Alpes Football Club
- Vice-champion de La Réunion en 2001 avec la Jeunesse sportive saint-pierroise
- Deuxième du groupe D du championnat de France amateur en 2003 avec le Tours Football Club
- Champion de France amateur en 2004 avec le Football Croix-de-Savoie 74